# Parc d'État de Cedar Bluff
Le parc d'État de Cedar Bluff (en anglais : Cedar Bluff State Park) est un parc d'État du Kansas situé dans les comtés d'Ellis et de Trego.
Le parc comprend deux zones sur les rives du réservoir de Cedar Bluff : l'aire de Bluffton — au nord, sur 350 acres (142 ha) — et l'aire de Page Creek — au sud, sur environ 500 acres (202 ha).
Le réservoir de Cedar Bluff a été construit en 1951 sur la rivière Smoky Hill. C'est dans la partie sud du lac que se trouvent ses falaises (en anglais : bluffs) de calcaire.

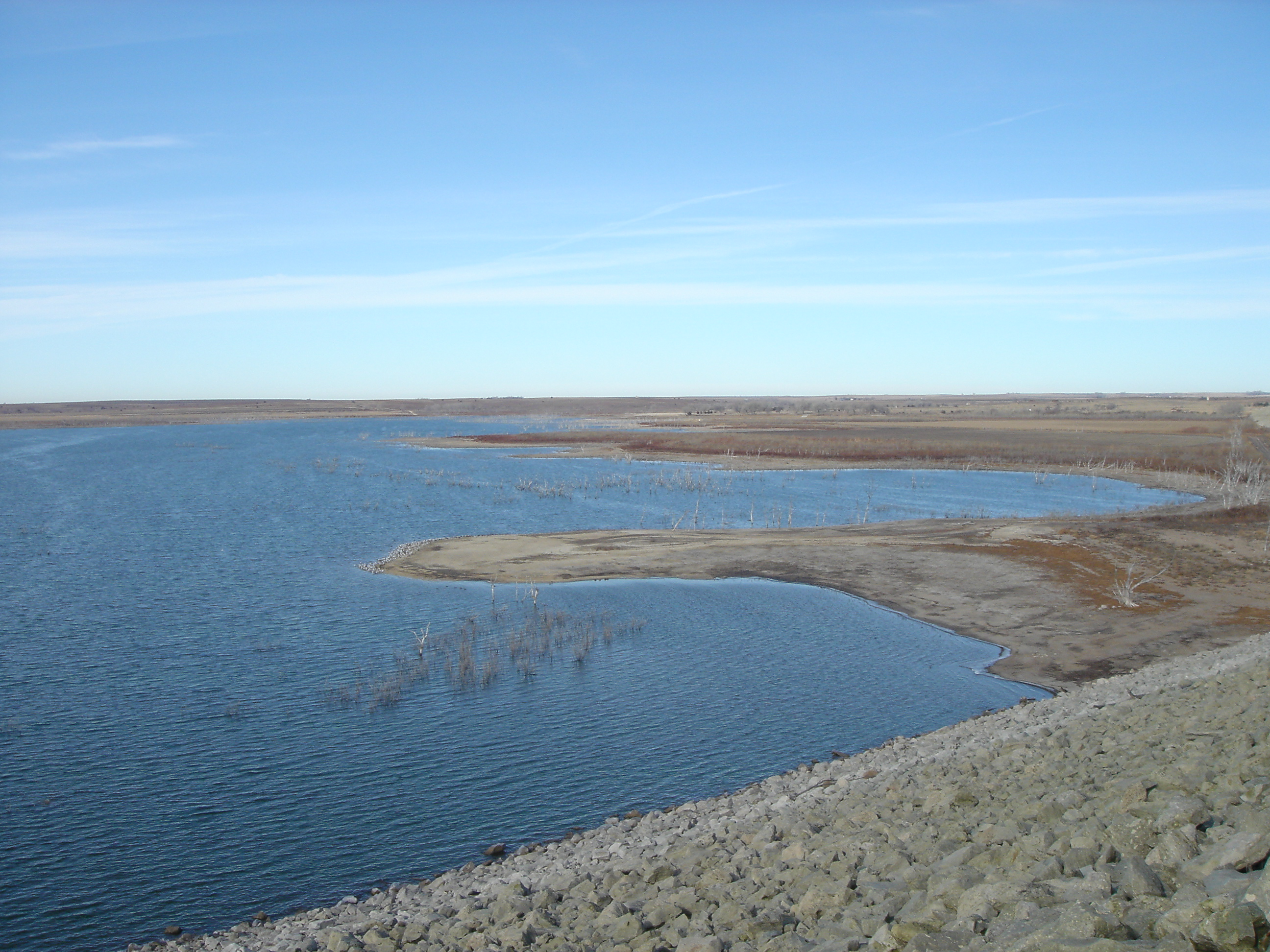
Le réservoir de Cedar Bluff.